# وینیفرد برایسن
وینیفرد برایسن (انگلیسی: Winifred Bryson؛ ۲۰ دسامبر ۱۸۹۲ – ۲۰ اوت ۱۹۸۷) یک هنرپیشه اهل ایالات متحده آمریکا بود که در دوره سینمای صامت فعالیت داشت. 